# Bedford Village Inn
El Bedford Village Inn es un hotel histórico en Bedford, New Hampshire, Estados Unidos.
Se construyó alrededor del núcleo de una casa de campo de principios del siglo XIX. A partir de 1981, fue remodelado como hotel y restaurante, y abrió por completo en octubre de 1986. Ahora es propiedad de Jack y Andrea Carnevale.